# Collomia linearis
Collomie linéaire
Espèce
La Collomie linéaire (Collomia linearis) est une espèce de plantes à fleurs de la famille des Polémoniacées.